# Biserica de lemn din Glodghilești

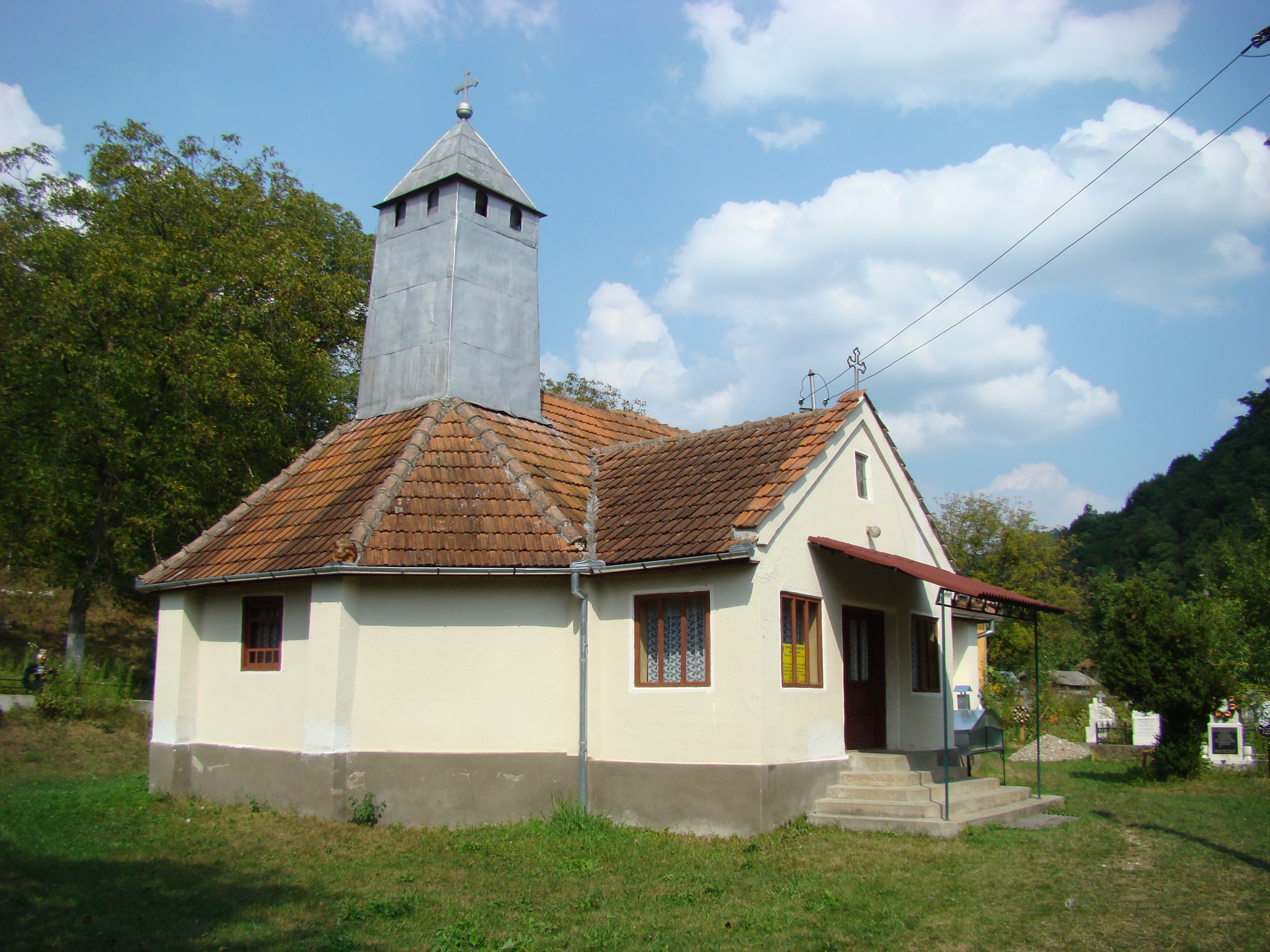
Biserica de lemn din Glodghileşti, comuna Burjuc, județul Hunedoara, foto: august 2009.

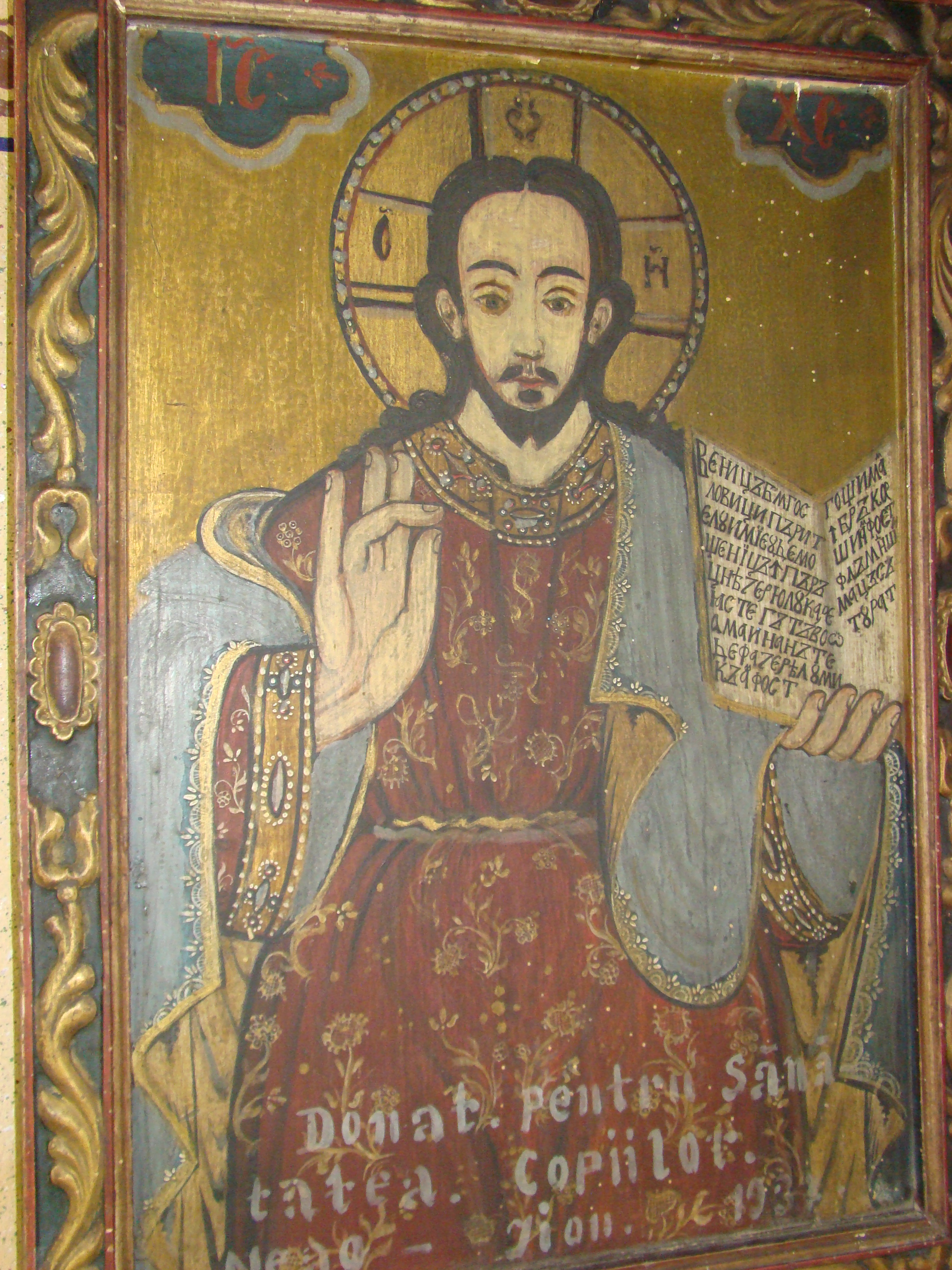

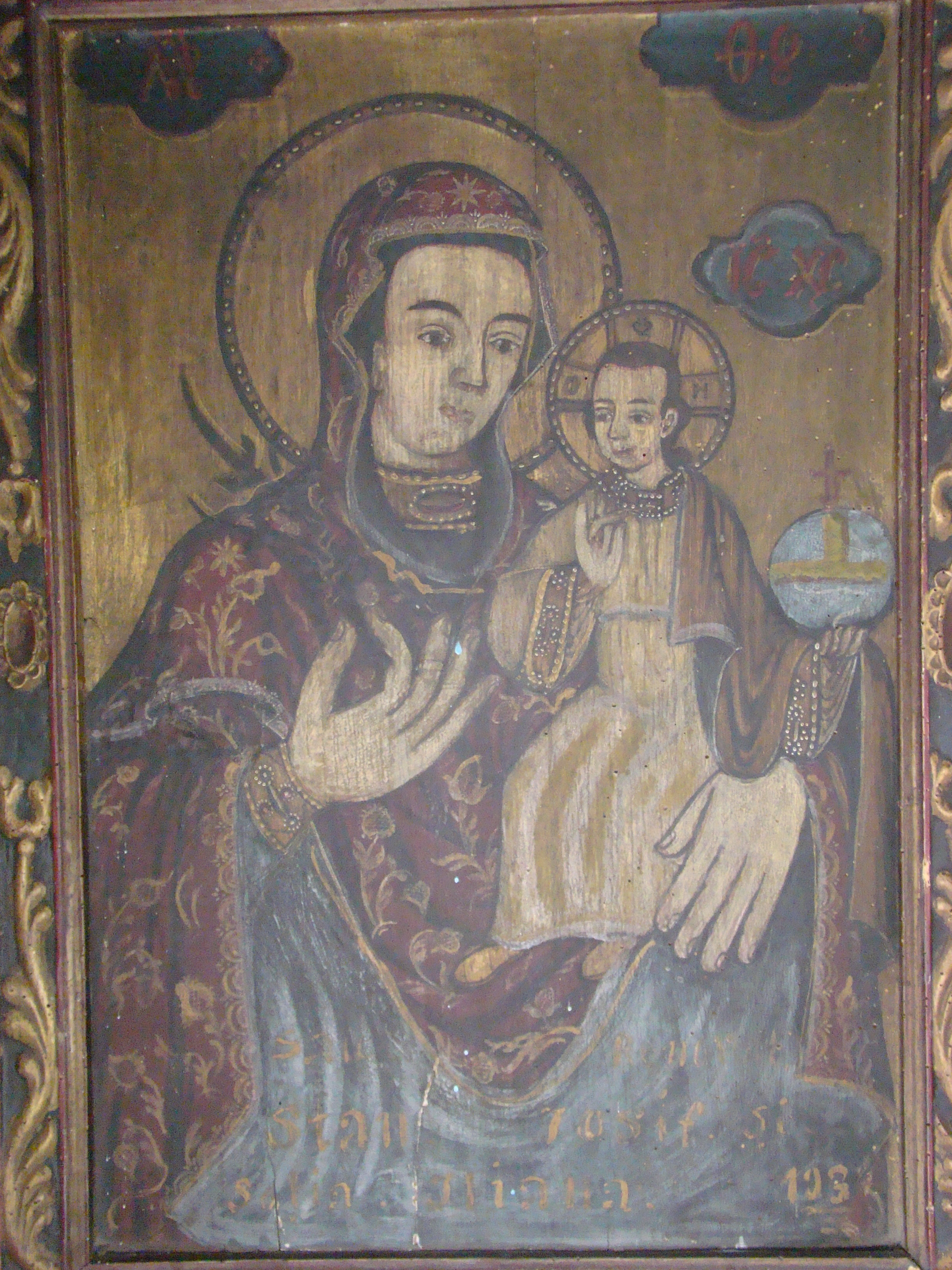

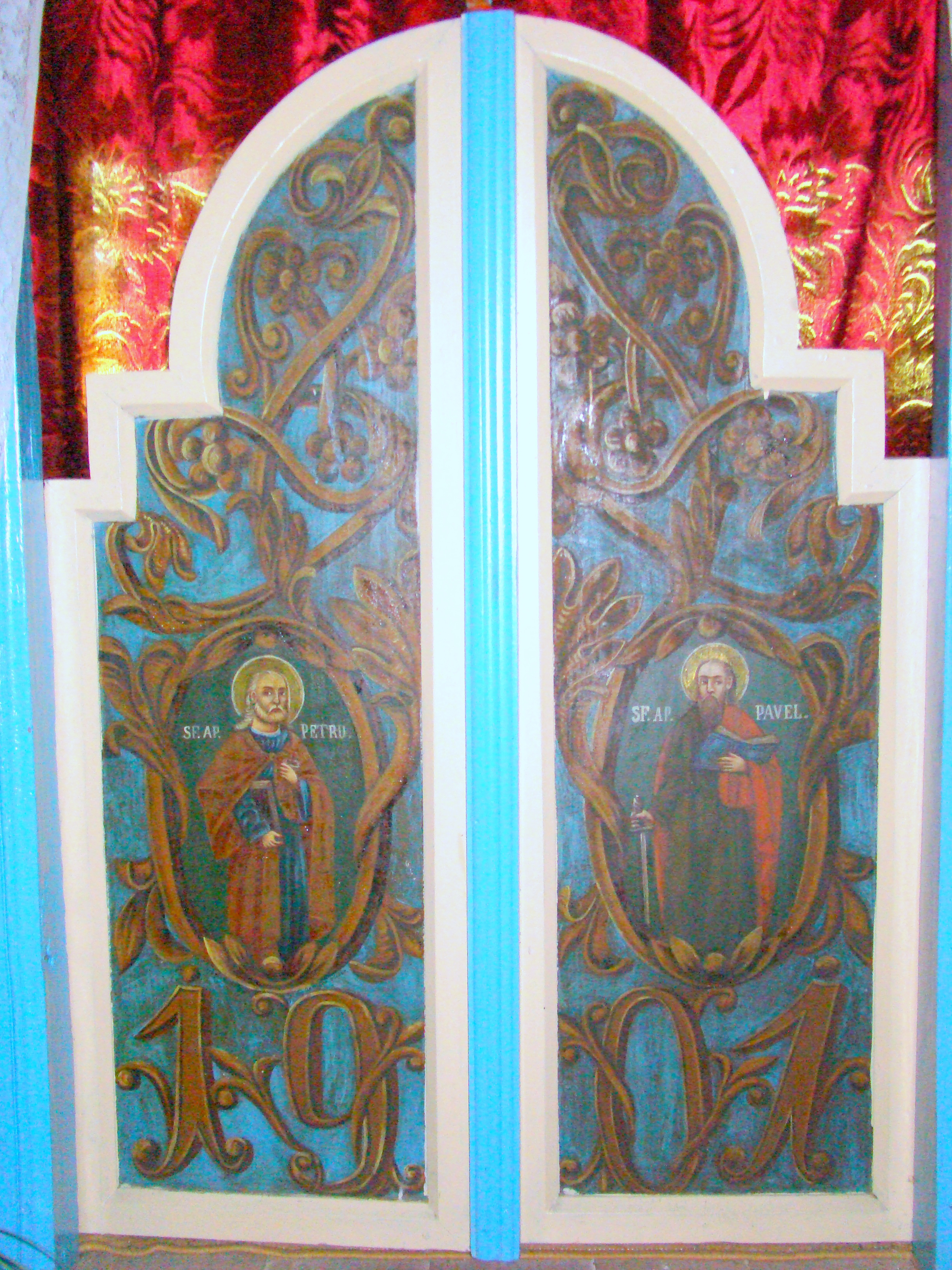

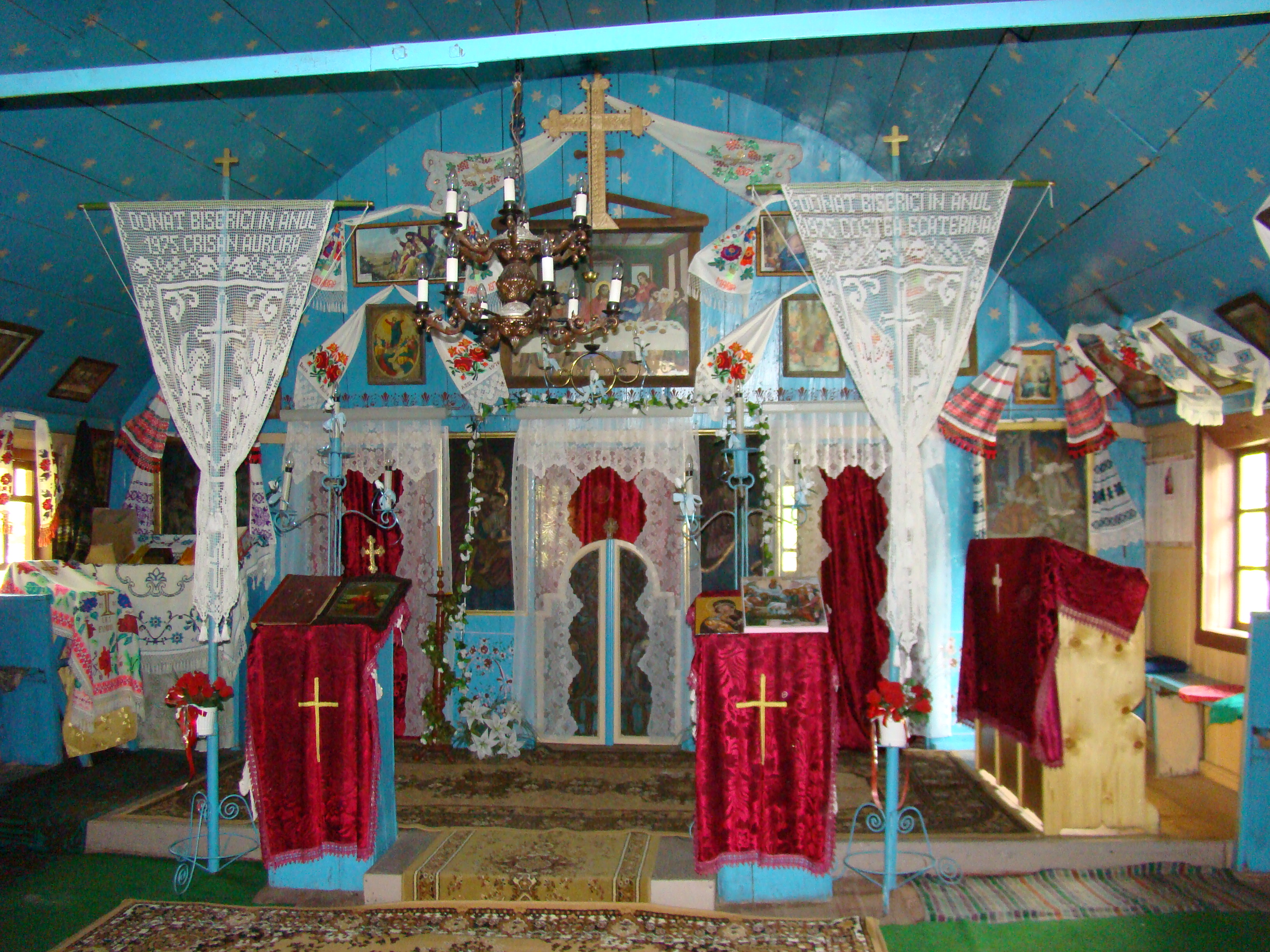

Biserica de lemn din Glodghilești, comuna Burjuc, județul Hunedoara a fost construită în secolul XVIII. Are hramul „Sfinții Apostoli”. Nu figurează pe noua listă a monumentelor istorice.

## Istoric și trăsături
Biserica Ortodoxă Română din satul Glodghilești a fost construită pe la mijlocul secolului al XVIII-lea din lemn și acoperită cu șindrilă. Se crede că inițial nu a fost construită pe acest loc, ci ar fi fost adusă aici pe la începutul secolului XIX. Primul document istoric din care rezultă acest fapt, este crucea răposatei Igna Varvara din anul 1803, presupusa donatoare a acestui loc. Crucea se află în partea stângă, în pronaos. În patrimoniul bisericii se găsesc cărți vechi și icoane din sec.XVII-XVIII. Clopotul cel mic datează din anul 1742. Biserica a fost renovată în anul 1957, tencuită în interior și exterior, acoperită cu țiglă, totul cu osteneala și obolul credincioșilor.

## Imagini din exterior

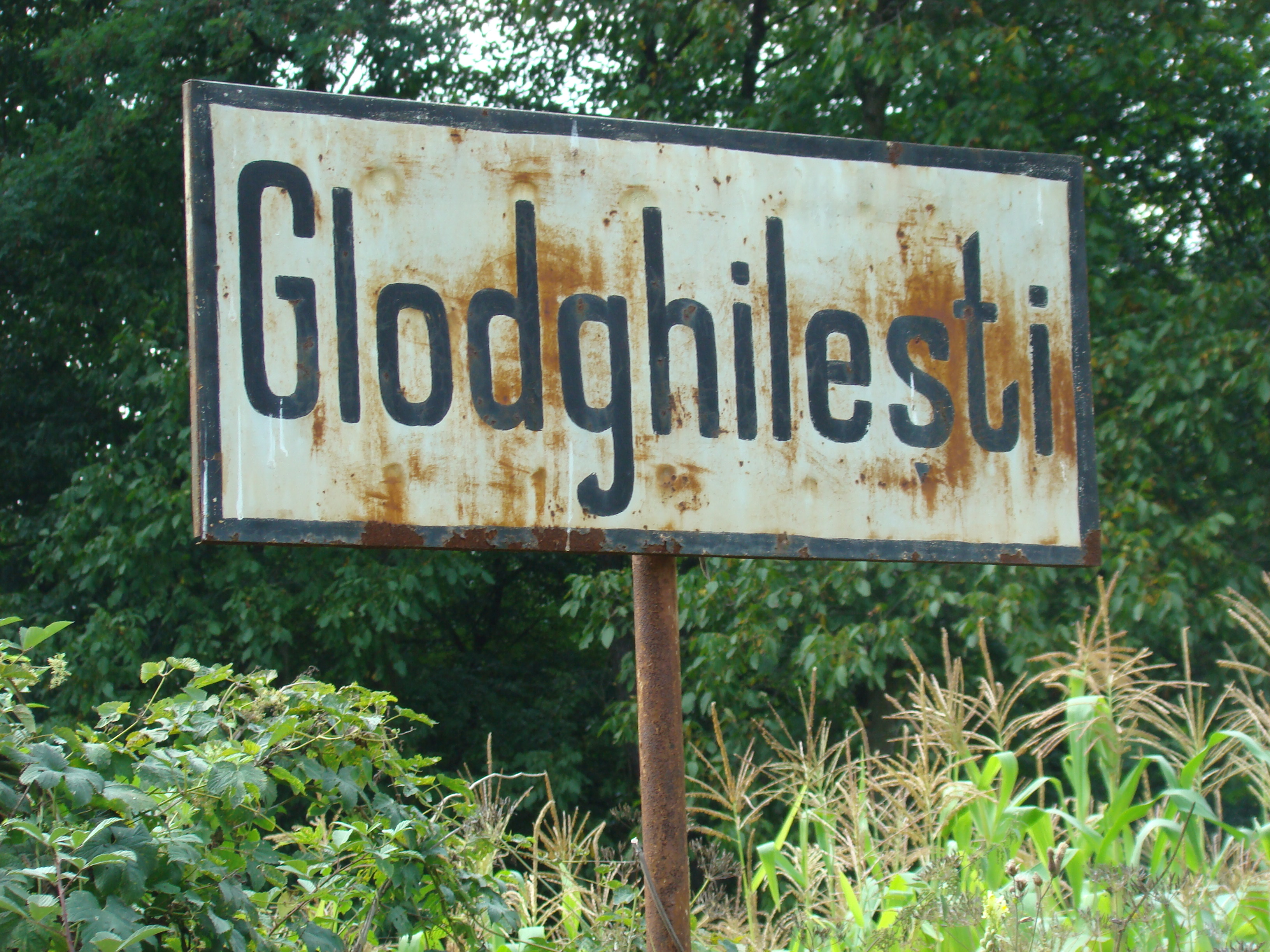
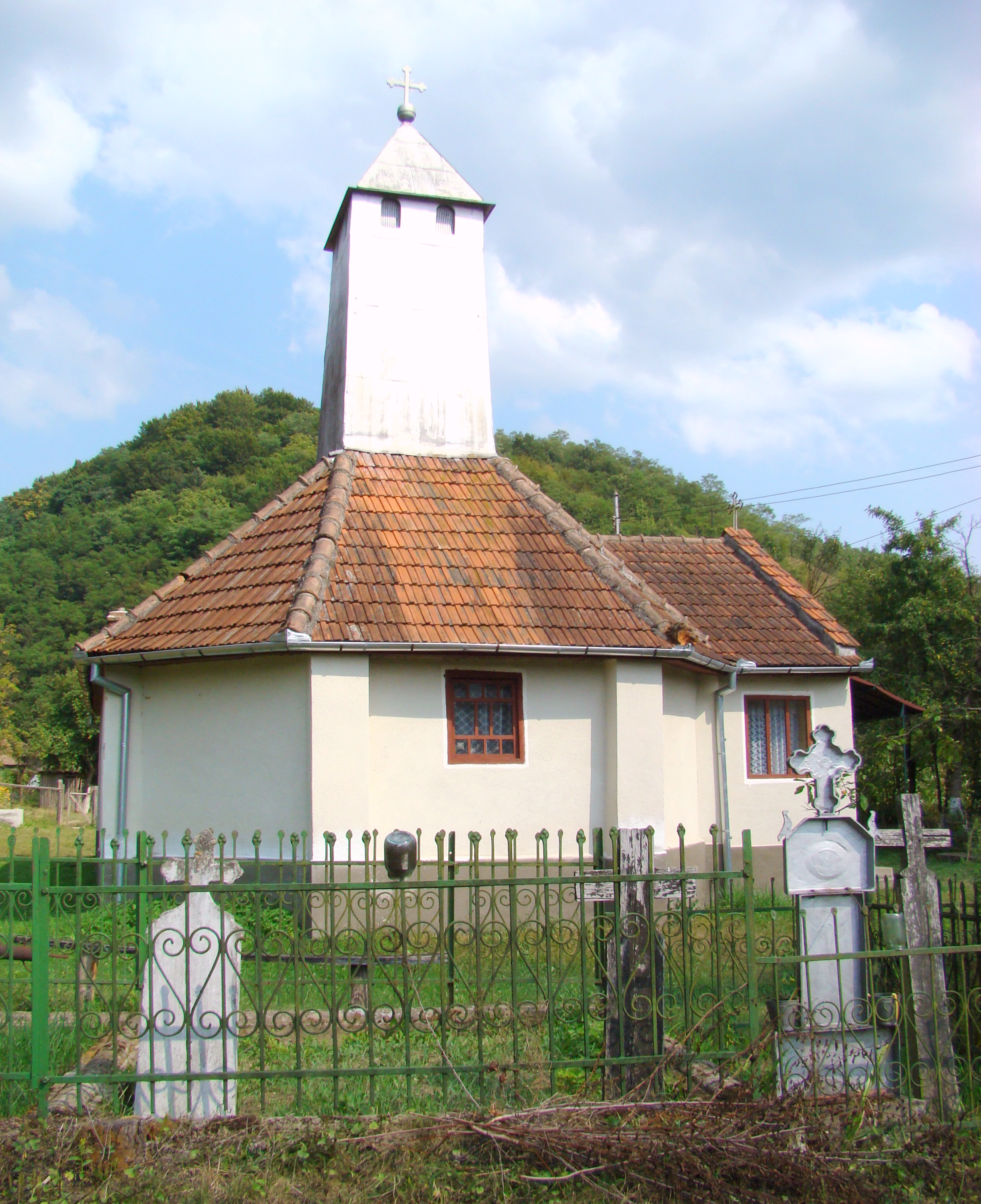
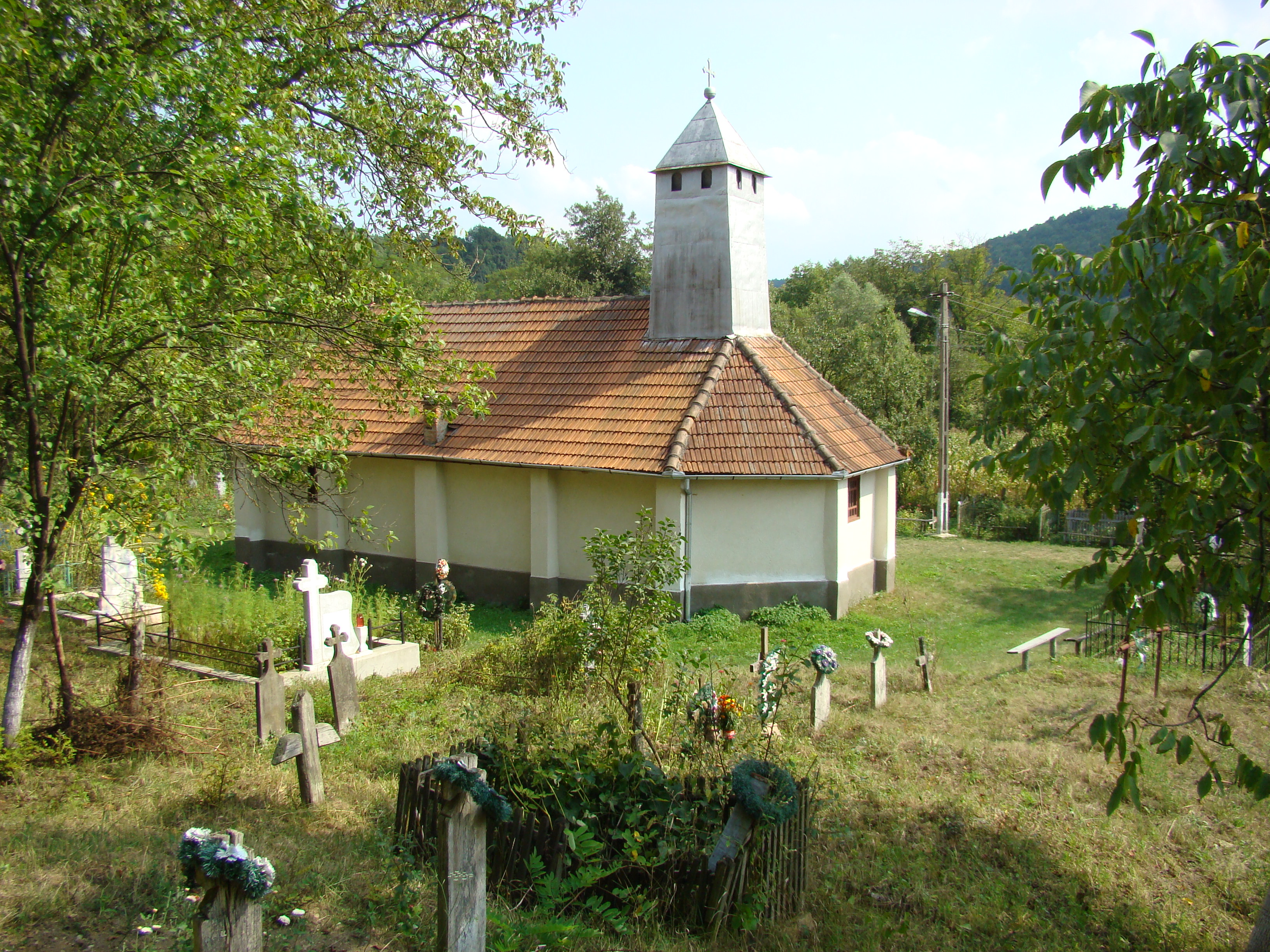
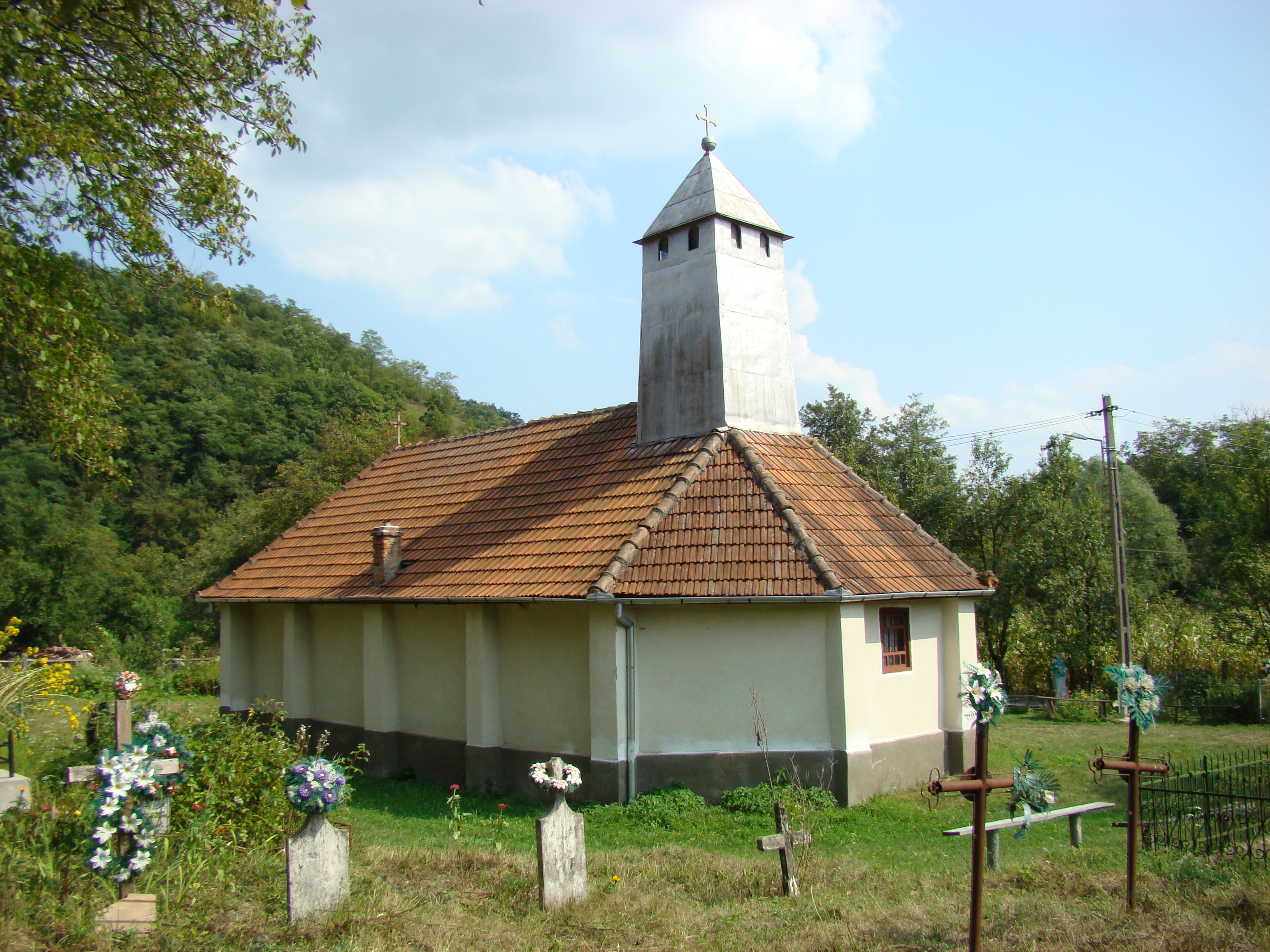
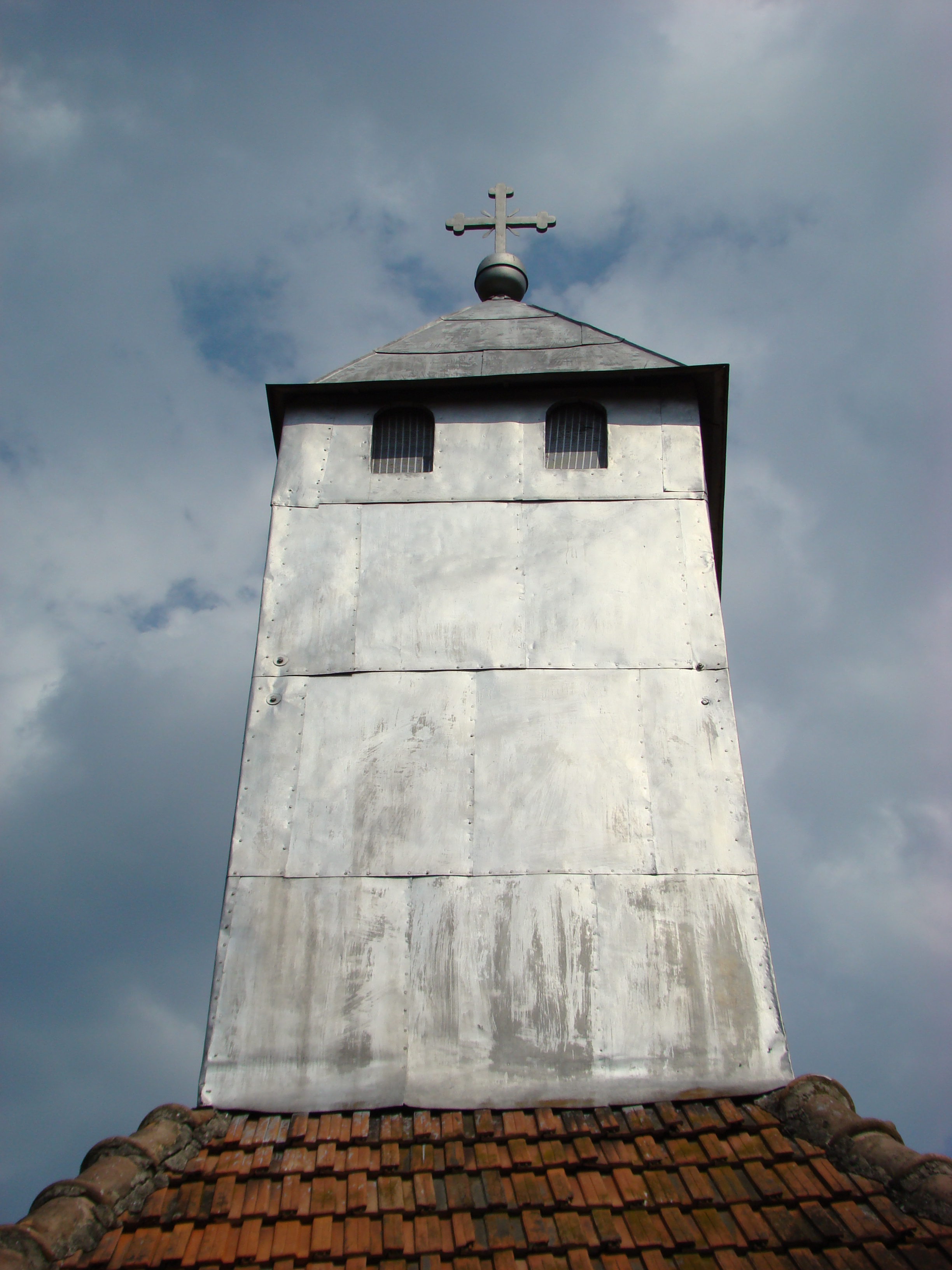
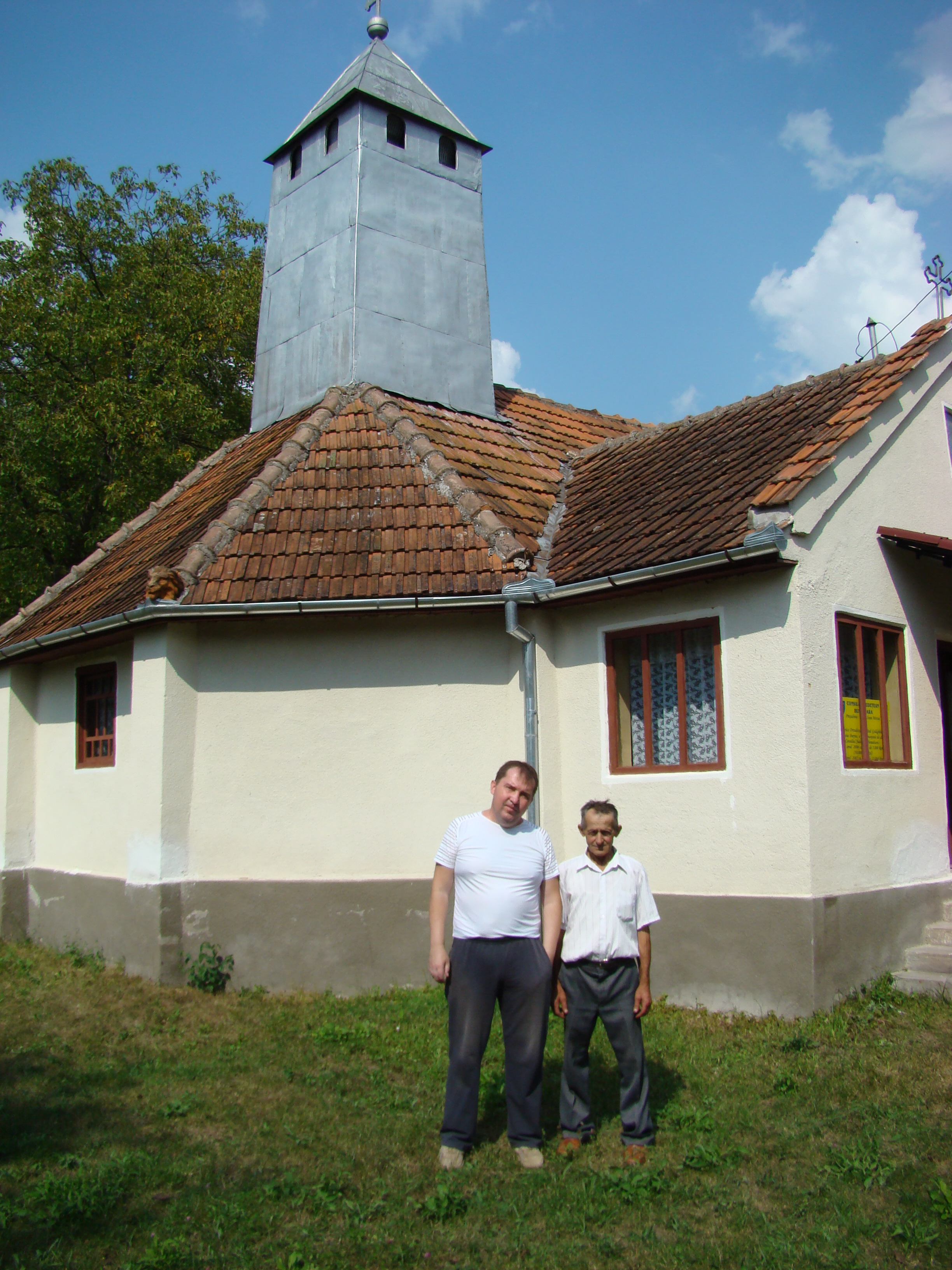

## Imagini din interior

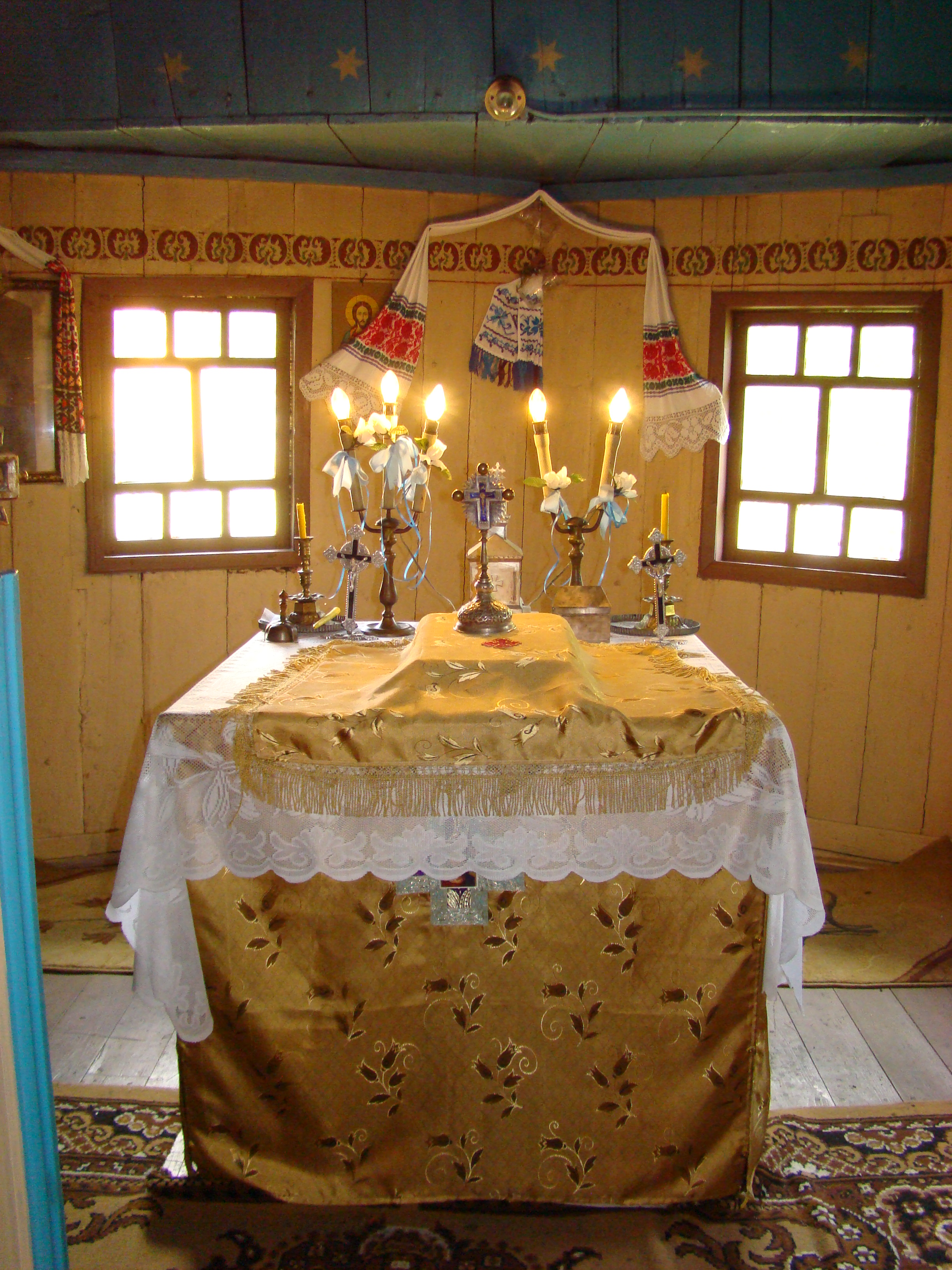
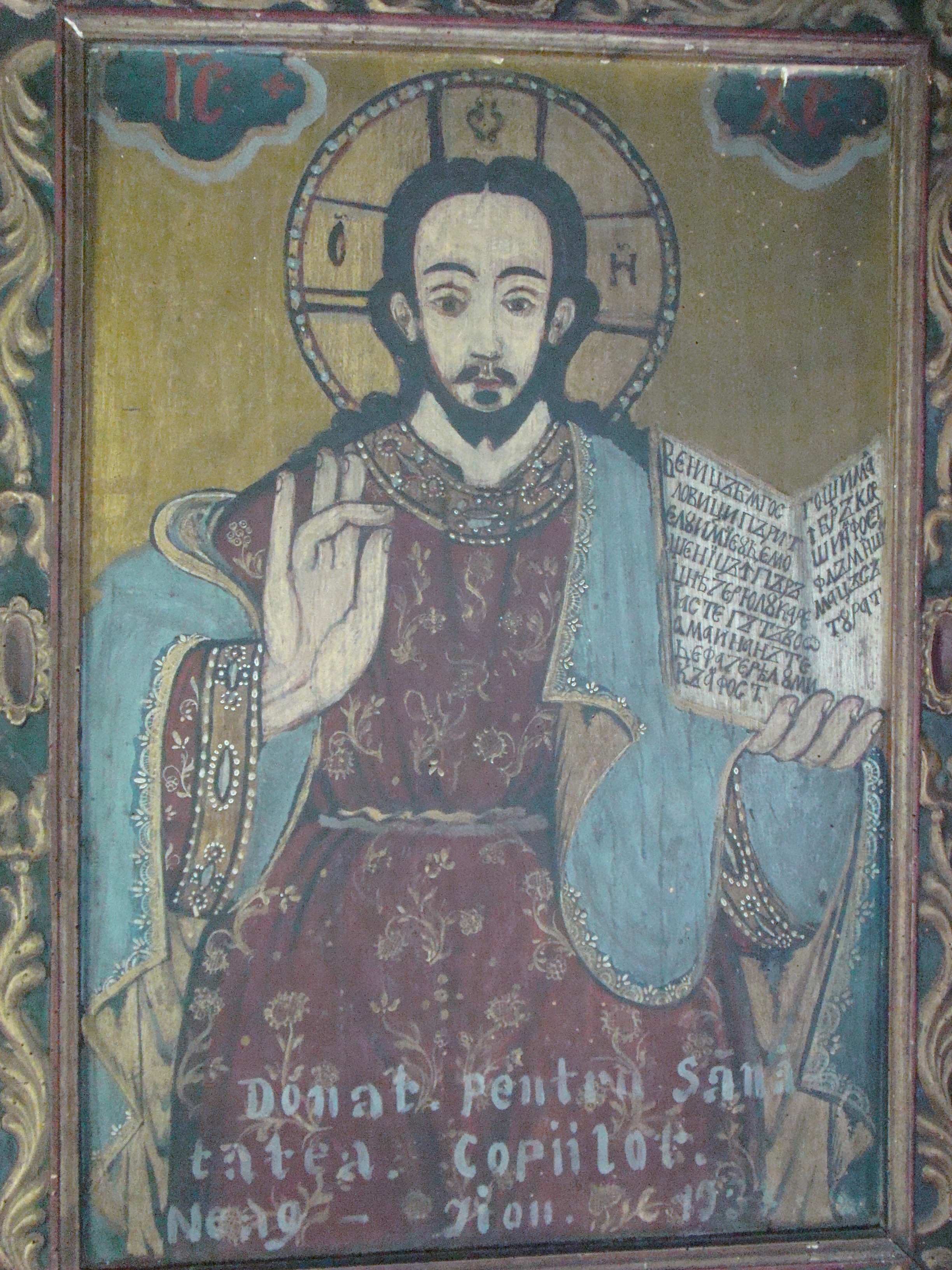
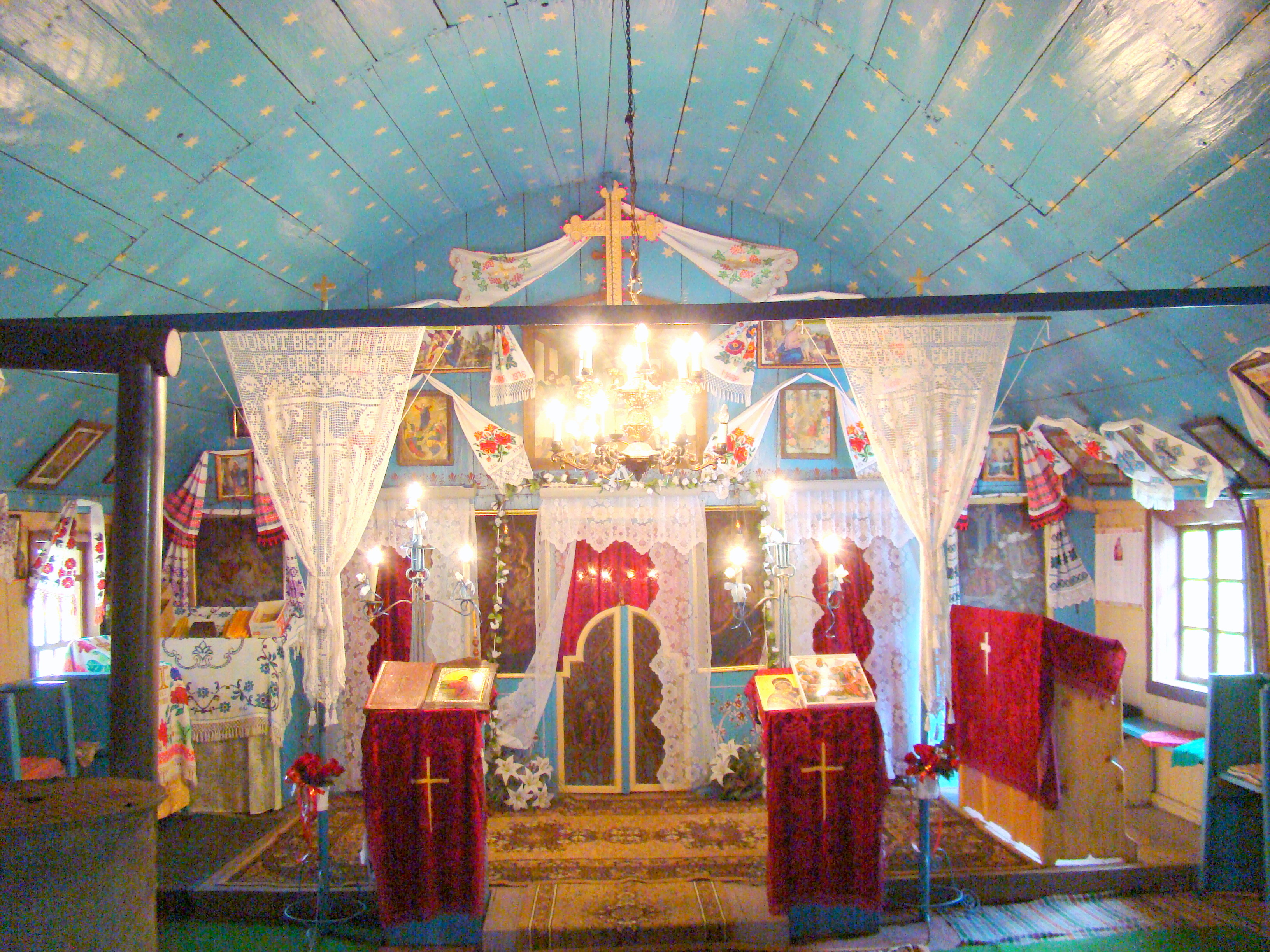
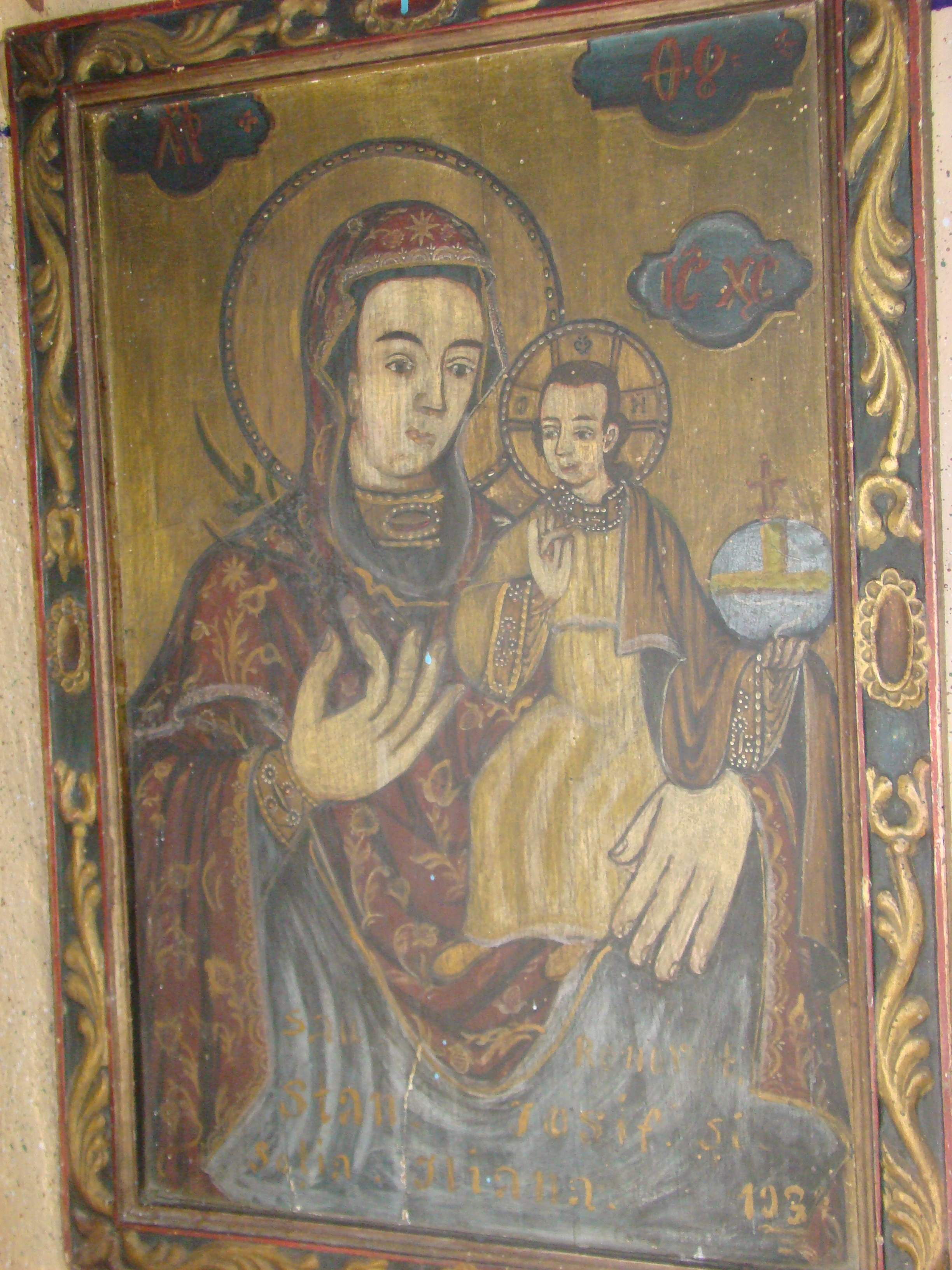
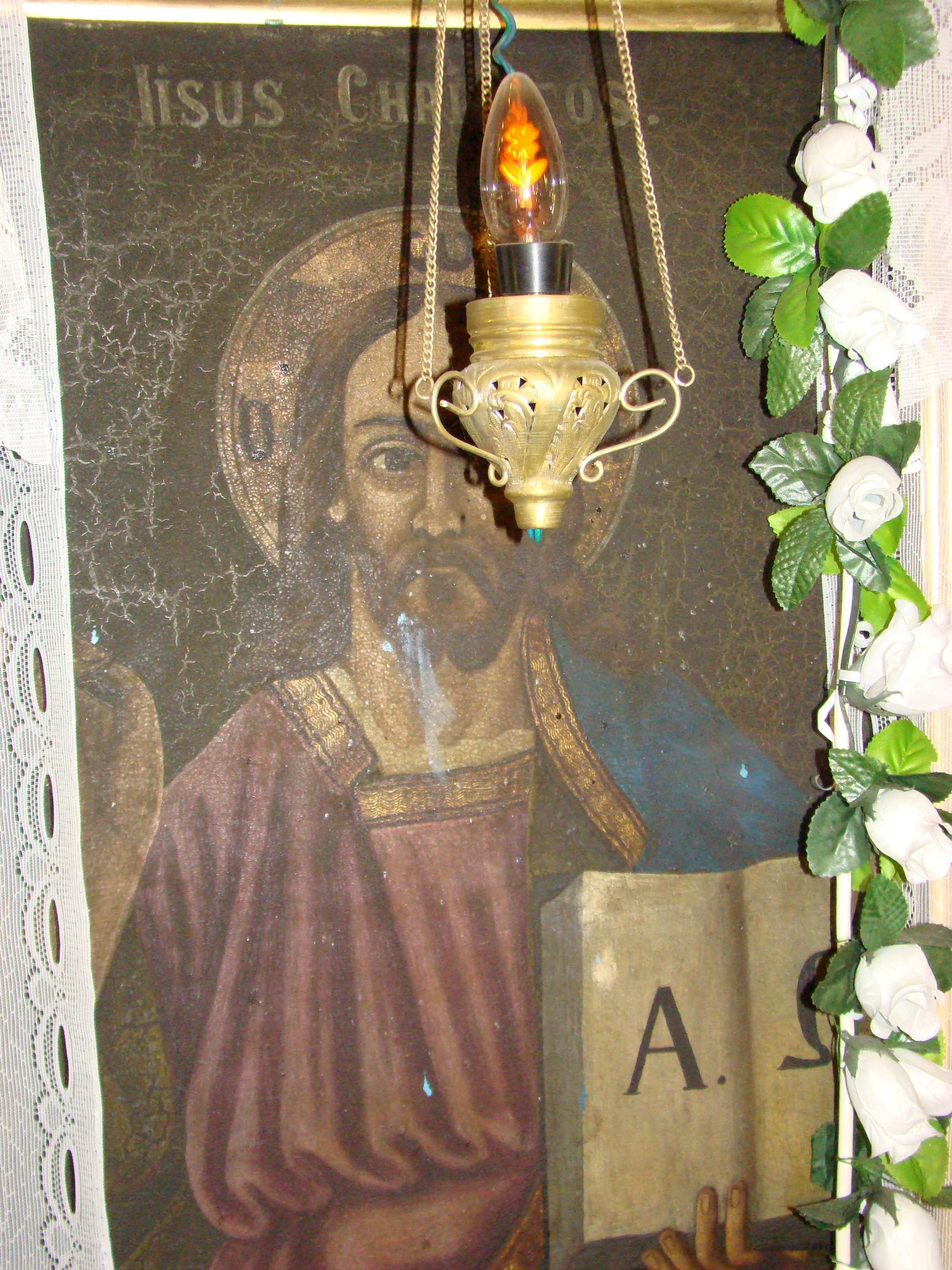
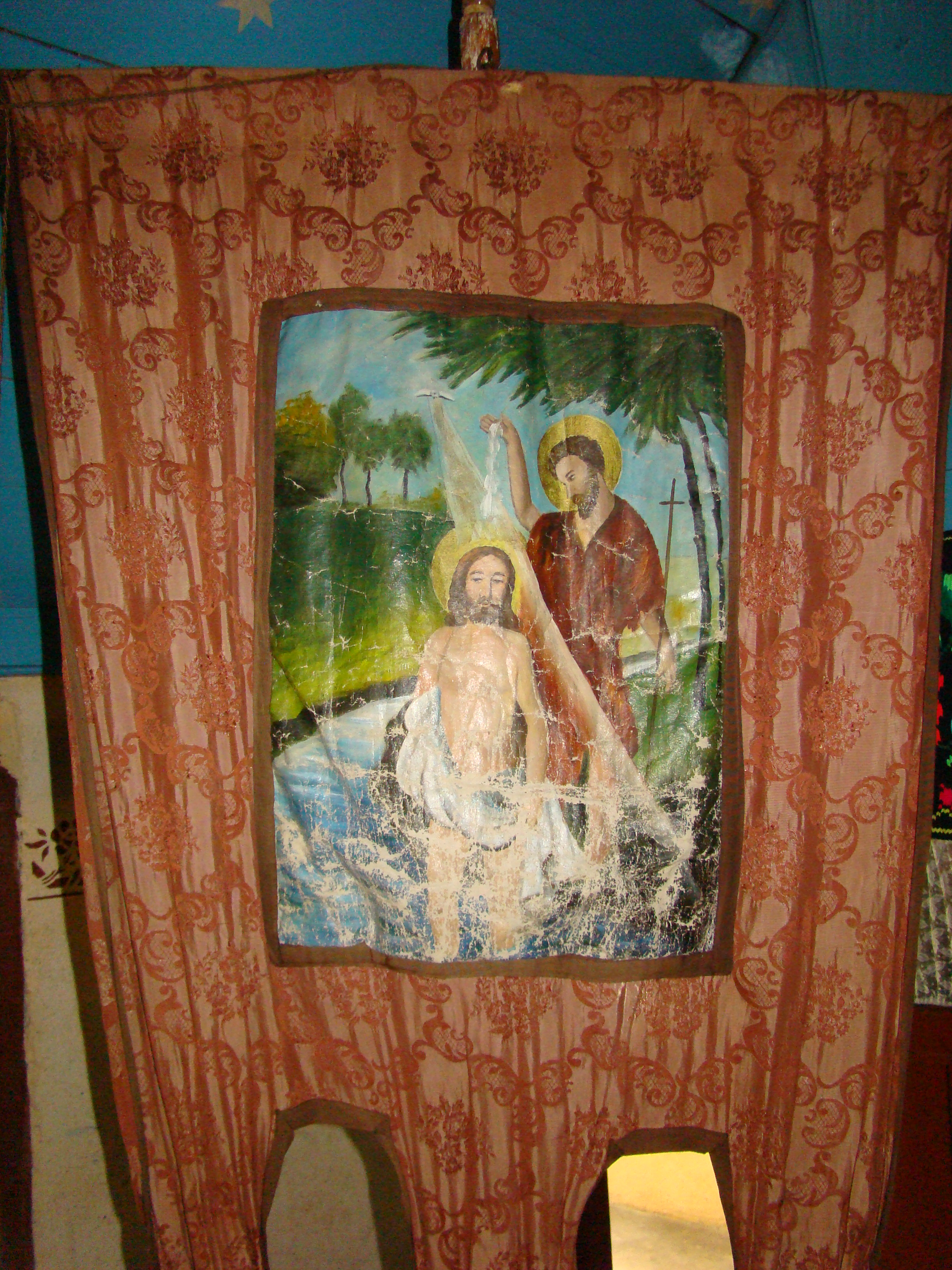
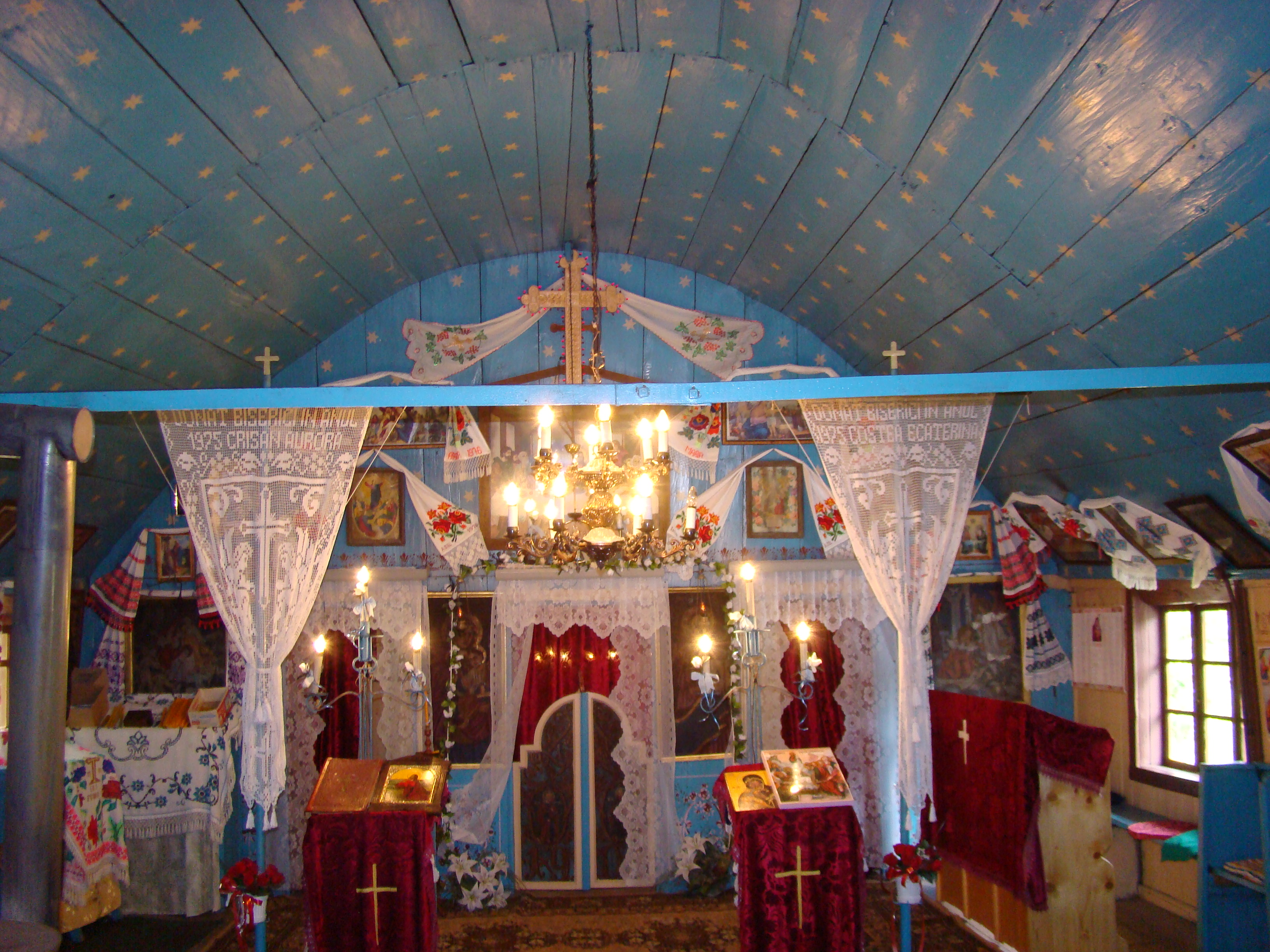
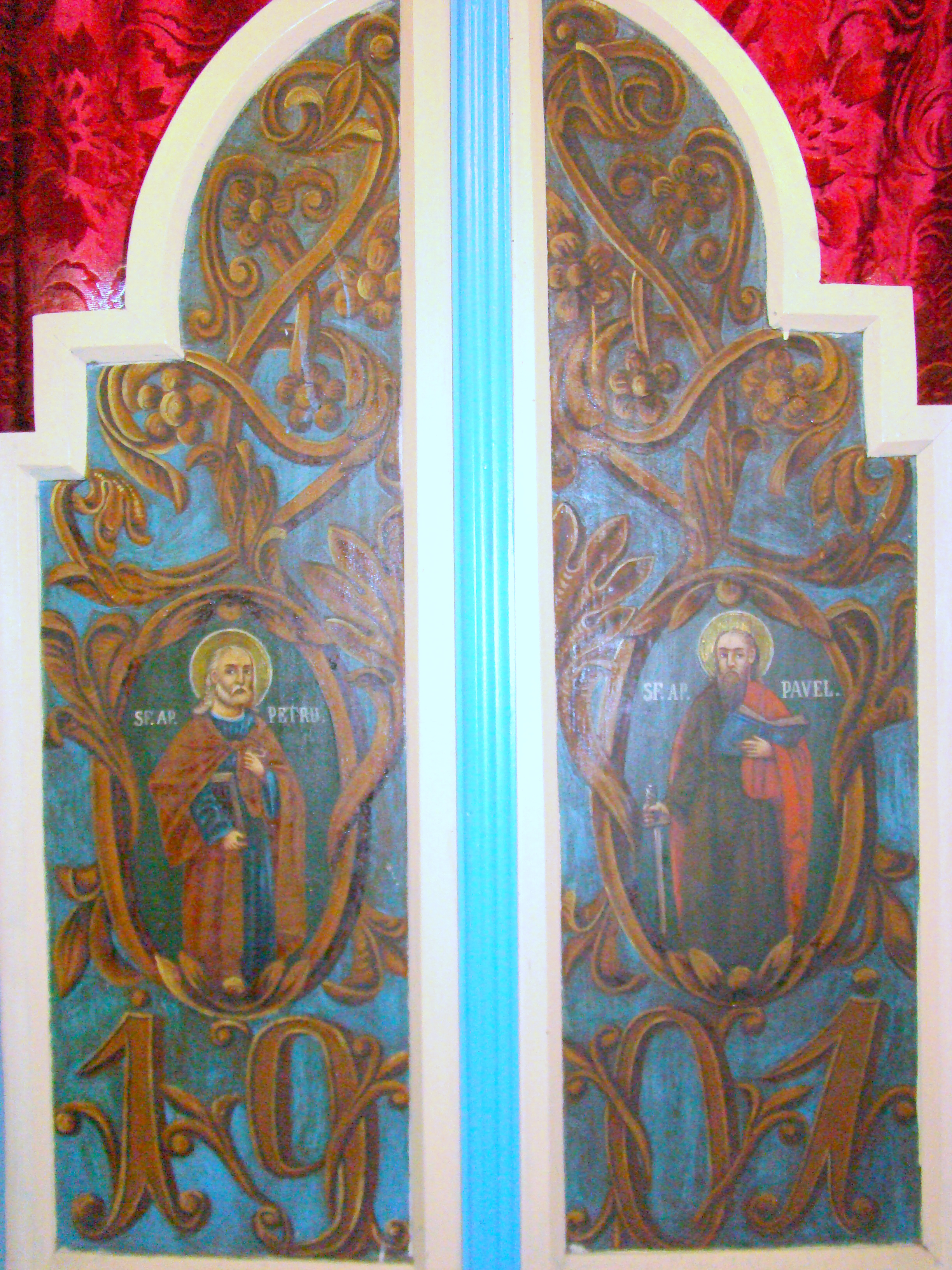
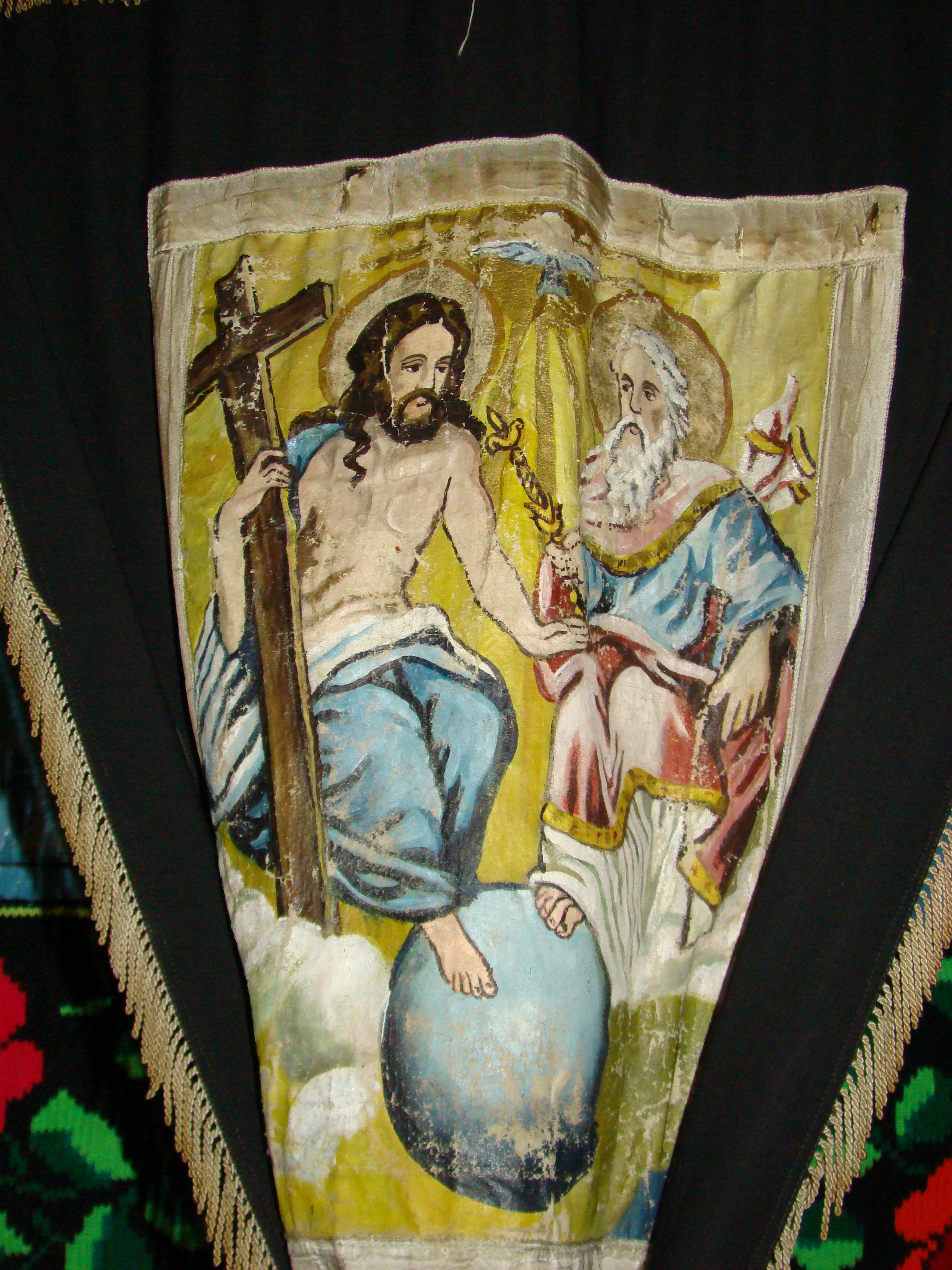